# Isoperla dicala
Isoperla dicala är en bäcksländeart som beskrevs av Theodore Henry Frison 1942. Isoperla dicala ingår i släktet Isoperla och familjen rovbäcksländor. Inga underarter finns listade i Catalogue of Life.